# Budynek przy ul. Kościuszki 108 w Braniewie
Budynek przy ul. Kościuszki 108 – zabytkowy budynek z początku XX wieku, położony przy ul. Kościuszki 108 (przed wojną Bahnhofstraße 44) w Braniewie.

## Architektura kamienicy
Kamienica jest murowana z cegły, otynkowana, założona na planie prostokąta, dwutraktowa. Posiada dwie kondygnacje, częściowo jest podpiwniczona. Zwrócona jest kalenicowo do ul. Kościuszki i znajduje się w ciągu zabudowy pierzejowej ulicy. Elewacja frontowa jest sześcioosiowa i została rozczłonkowana podziałem ramowym utworzonym przez boniowane lizeny i gzyms wieńczący. Podział horyzontalny budynku tworzy profilowany gzyms kordonowy. Na drugiej kondygnacji znajduje się sześć otworów okiennych, trzy po lewej są stronie zostały zamurowane, wszystkie są zamknięte półkoliście. Wszystkie otwory na piętrze posiadają również opaski okienne – dwa skrajne okna dodatkowo promieniście ułożone zworniki. Elewacja tylna kamienicy jest czteroosiowa. Nad piwnicą położony został strop ceramiczny na belkach stalowych, nad wyższymi piętrami są stropy drewniane. Budynek nakryty jest dachem dwuspadowym i dachówką holenderką.
W 1980 został przeprowadzony remont elewacji budynku. Na parterze budynku przynajmniej od roku 1981 znajdował się sklep art. produkcji rolnej, później sklep metalowy, w 2023 sklep został zlikwidowany.
26 marca 1999 budynek został wpisany do rejestru zabytków pod numerem 1625/99.

## Galeria zdjęć

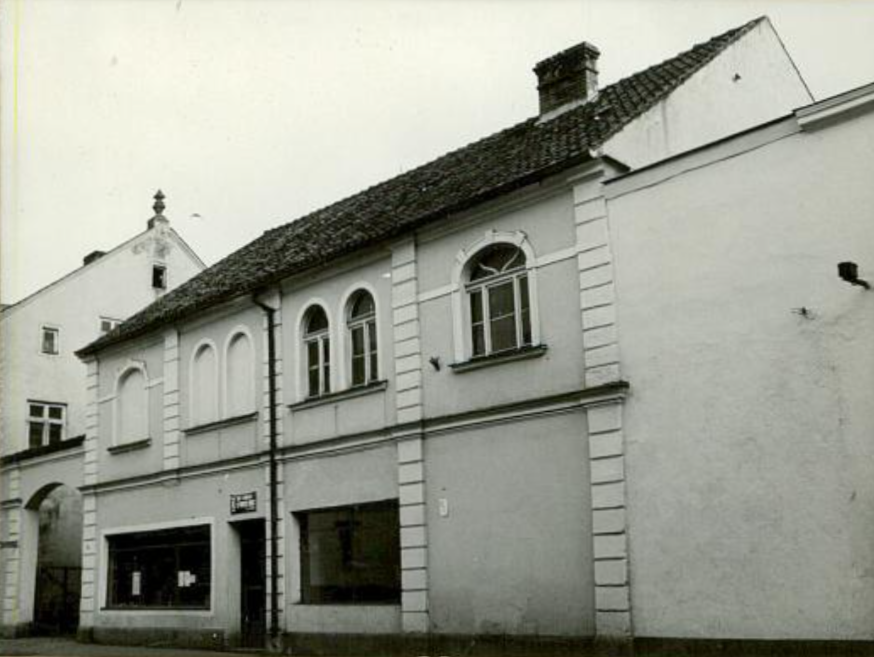
Budynek po remoncie elewacji, 1981
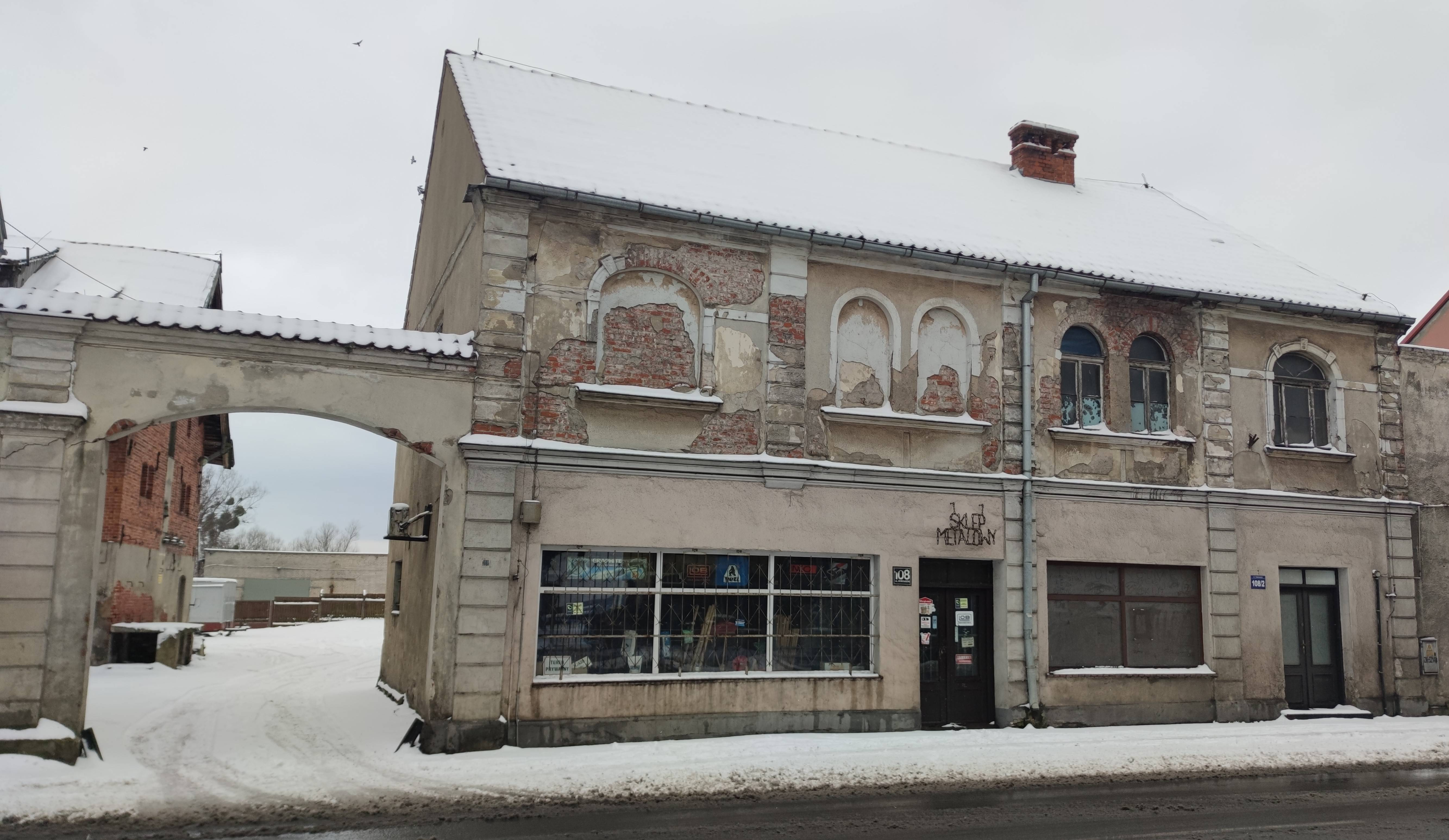
Marzec 2023, sklep jeszcze funkcjonuje
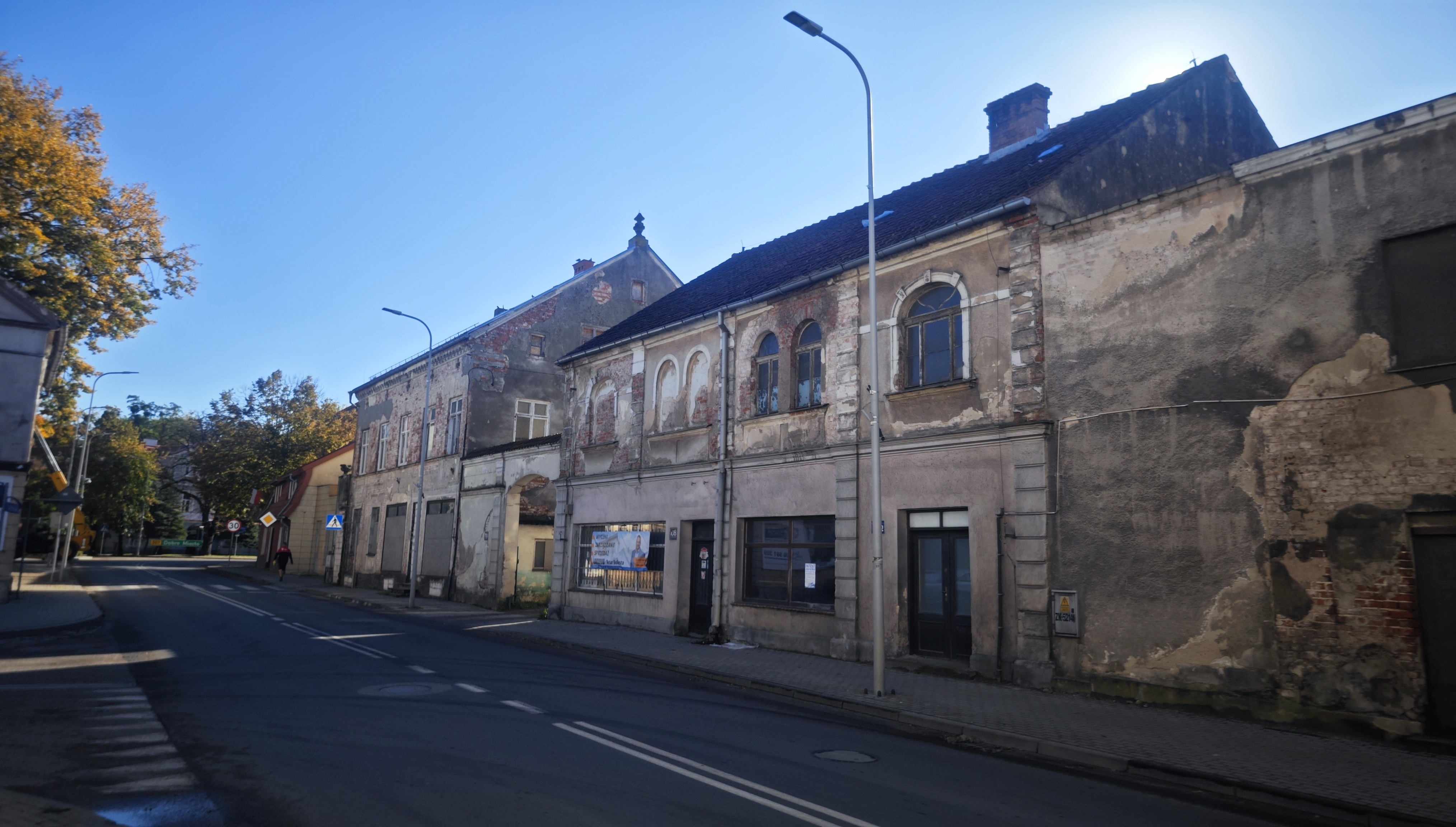
Rok 2024, opustoszały budynek